# Ted Meredith
Ted Meredith (Estados Unidos, 14 de noviembre de 1891-2 de noviembre de 1957) fue un atleta estadounidense, especialista en la prueba de 4x400 m en la que llegó a ser campeón olímpico en 1912.

## Carrera deportiva
En los JJ. OO. de Estocolmo 1912 ganó la medalla de oro en los relevos de 4x400 metros, con un tiempo de 3:16.6 segundos, llegando a meta por delante de Francia y Reino Unido (bronce), siendo sus compañeros de equipo: Melvin Sheppard, Edward Lindberg y Charles Reidpath. También ganó la medalla de oro en los 800 metros, con un tiempo de 1:51.9 segundos que fue récord del mundo, llegando por delante de sus compatriotas Melvin Sheppard y Ira Davenport (bronce con 1:52.0 segundos).